# Morti nel 2019
| Questa pagina contiene informazioni ricavate automaticamente dalle voci biografiche con l'ausilio del template Bio e di un bot. L'aggiornamento è periodico e automatico e ricostruisce completamente la pagina. Se manca una persona in questa lista, sei pregato di non aggiungerla, ma accertati piuttosto che la sua voce biografica contenga il template Bio e che i dati anagrafici siano correttamente compilati. Se il template Bio manca, inseriscilo tu stesso o, in alternativa, metti l'avviso {{tmp\|Bio}} che ne segnala la mancanza. Se i dati riportati sono sbagliati, correggi direttamente la voce biografica; le modifiche saranno visibili in questa lista entro pochi giorni. Per chiarimenti vedi il progetto biografie. La lista contiene solo le 2.160 persone che sono citate nell'enciclopedia e per le quali è stato implementato correttamente il template Bio. Pagina aggiornata al 18 ago 2025. |

## Senza giorno specificato(23)
- Ben Acheampong, calciatore ghanese (n. 1939)
- Youssouf Adam, cestista centrafricano
- Giuseppe Andreoli, giurista italiano (n. 1910)
- Peter Billingham, calciatore inglese (n. 1938)
- Micky Block, calciatore inglese (n. 1940)
- Annibale Casabianca, fumettista e pittore italiano (n. 1929)
- Fiorella Diamantini, pittrice italiana (n. 1931)
- Rita Giannuzzi, attrice italiana (n. 1933)
- Roman Heart, attore pornografico statunitense (n. 1986)
- Dave Helmick, pilota automobilistico statunitense (n. 1937)
- Volker Hinz, fotografo tedesco (n. 1947)
- Rodney Johnson, calciatore inglese (n. 1945)
- Chris Lee, allenatore di pallacanestro statunitense
- Lee Nan-hui, cestista taiwanese
- Mon Manulat, cestista filippino (n. 1930)
- Giulio Giuseppe Negri, giornalista italiano (n. 1934)
- Ivo Pesaresi, calciatore italiano (n. 1924)
- Giacomo Quattromini, attore cinematografico e attore teatrale italiano (n. 1949)
- Eleonora Resta, showgirl e modella italiana (n. 1968)
- Radka Savova, cestista bulgara
- Anne Shilcock, tennista britannica (n. 1932)
- János Tuboly, cestista ungherese
- Hamza bin Laden, terrorista saudita (n. 1989)